# 雲海玉弓緣
《雲海玉弓緣》，梁羽生於1961年至1963年其間發表的武俠小說，是梁羽生代表作之一。及後分別被改拍成同名電影和電視劇。

## 故事大綱
被唐曉瀾所救之後，金世遺似有頓悟，但仍心有不甘，因為第一個知己冰川天女已經嫁給唐經天。金世遺又暗中撮合了好友江南的婚緣，又自以為還了唐經天的人情。愈發感觸自己，但是不敢接受李沁梅。接連又救了江南，卻遇見敬佩的前輩女俠呂四娘的弟子谷之華，兩人產生好感。營救李沁梅時，和一黑衣女子共同對付孟神通，兩人針鋒相對。這個女子是厲勝男……

## 登場人物
金世遺
- 本作男主角，除本作外，在天山系列中的冰川天女傳、冰河洗劍錄、俠骨丹心亦有出現。
- 外號「毒手瘋丐」，為蛇島毒龍尊者的弟子以及三百年前邪派第一高手喬北溟的隔世傳人，又因機緣得到天山派正宗內功心法，逹至「正邪合一」、「諸邪不侵」的境界，真正練成「金剛不壞」之軀。
- 本作中經歷和三個女子的感情糾葛，最後發現自己心中所愛的是厲勝男。
- 其徒江海天在他遠走海外後被公認為人類最強，其子金逐流劍法通神，超過其師兄。

相關作品
- 《冰川天女传》為金世遗初登場作品，以一个假扮麻风病人的行为乖张、性格偏激、愤世嫉俗的形象出场，由于专找已成名的二流高手的麻烦，故得绰号「毒手疯丐」。因为遇上「冰川天女」而令其感受到人间真情。

之后与天山派少掌门唐经天同追「冰川天女」但竞争失败，并开始走火入魔，临死前想完成攀登珠穆朗玛峰之壮举，不想却因祸得福，不仅得到天山派掌门唐晓澜之助化解了体内隐患，还练成了「正邪合一」的内功。
- 《云海玉弓缘》里、随着江南的出场而逐渐现身，然后遇上邙山派谷之华，双方情愫暗生。不料在孟家庄碰上纠缠他大半生的厉胜男。由于厉胜男身负血海深仇，并且金世遗被她完全操纵了，于是一同出海寻找三百年前的「邪派第一高手」乔北溟的武功秘籍。

在蛇岛之时，为消弭蛇岛地下的火山灾祸，欲按照「毒龙尊者」的设想，把利用毒蛇收服的四个准一流高手拉去挖掘隧道，引海水浇灭火山，结果火山提前小规模爆发，死里逃生之后到达乔北溟居住过的火山岛。一番周折之后与邪派第一高手孟神通分获喬北溟的武功秘籍的上下部分。
三年后，与厉胜男重现江湖，直到厉胜男手刃仇人孟神通（中间有一段对金世遗偷师连家兄弟「四笔连八脉」点穴绝技，然后青出于蓝以彼之道还施彼身的描写，从中可以看出金世遗武学天赋）。但接着与厉胜男发生分歧，从此埋下祸根。厉胜男一边苦练乔北溟的全部武功秘籍和《百毒真经》，一边令谷之华中五毒散之毒。
在李沁梅成婚之日，厉胜男大闹天山，与当时的武林第一高手唐晓澜比试，输了剑法，取巧赢了内功，在暗器比试之中金世遗为救唐晓澜而现身，接着为取得谷之华的解药而违心（至少当时是这样的）答应与厉胜男成婚。成婚当日最终厉胜男死与其怀中。以后金世遗将武学发扬光大，成一代宗师，武林第一的名头一直被他及徒弟儿子所垄断多年。
- 在《冰河洗剑录》里出场之时，金世遗已经是「半神」的状态了，金世遗除了「大周天剑法」等自创武功，最厉害的是完全「正邪合一」，逹至「诸邪不侵」的境界，并且把「天魔解体大法」增加三倍功力的技能改成了无伤身体！
- 《侠骨丹心》出场时只是会会徒弟江海天与儿子金逐流，还有侧面描写到，赤手空拳撃倒千年后重出江湖的「扶桑七子」！

厲勝男
厲樊山之女，厲抗天第十一代孫，先祖厲抗天為喬北溟徒弟，喬北溟的隔世傳人，因孟神通覬覦家傳絕學，被其殺光全家。有比之前金世遺更深的陰影，背負重擔，誓言殺死孟神通。擅長小擒拿手法、小星天掌力、拂雲手、玄陰指、黑虎拳、天羅步法、顛倒穴道、壁虎游牆功、天魔解體大法、天遁傳音，後成立天魔教。
谷之華
孟神通之女、師從呂四娘，谷正朋養女。在孟神通被仇家追殺後，妻子抱著年幼的谷之華不幸於半路過世，被谷正朋收養並將谷之華帶至呂四娘學業。後被邙山派第三代掌門曹錦兒發現其生父為武林公敵孟神通，在祭祀獨臂神尼的典禮上將其逐出師門。後因故成為邙山派第四代掌門。擅長玄女劍法、少陽玄功、小擒拿手法、玄女掌法和小星天掌力。
孟神通
主要反面角色，谷之華的親生父親，擅長修羅陰煞功，得到喬北溟功夫的下半部秘笈，克服邪派武功終究會走火入魔的弱點，將修羅陰煞功練至第九重，挑戰天山派掌門唐曉瀾，意圖稱霸武林。
李沁梅
對金世遺來說是浮雲，可愛的妹妹。一心想要找到金世遺。

### 江湖三女俠
呂四娘
江南八俠之末。邙山派第二代掌門。呂留良的孫女，獨臂神尼的關門弟子。
馮琳
李沁梅母親，經常為女兒奔波，對金世遺的負心感到憤怒。
馮瑛
馮琳的同胞姊姊。

## 小說目錄
- 第一回　抱恨冰彈禦強敵　懺情毒箭插酥胸
- 第二回　天旋地轉不知處　柳暗花明遇故人
- 第三回　野鶴閒雲無覓處　雪泥鴻爪未留痕
- 第四回　海外奇聞傳後世　武林秘事動雄心
- 第五回　海外仙山藏隱秘　洞中兒女兩無猜
- 第六回　某水某山迷姓氏　一釵一珮斷知聞
- 第七回　各施手段相爭鬥　那識柔情已暗牽
- 第八回　驚悉奇功傳後世　且憑柺劍鬥神魔
- 第九回　是愛是憎難自釋　為恩為怨未分明
- 第十回　運出污泥原不染　罪加稚子是何言
- 第十一回　兇僧辣手圖翻案　俠女青霜護掌門
- 第十二回　太息知交天下少　傷心身世淚痕多
- 第十三回　壯志欲酬湖海願　知音誰識坎坷人
- 第十四回　難消冤孽肝腸斷　痛失奇書禍患多
- 第十五回　一女自傷身世恨　雙魔會合練神功
- 第十六回　機心識破生疑慮　隱秘難瞞種禍根
- 第十七回　冰彈玉劍消陰煞　泥沼荒林困老魔
- 第十八回　弄鬼裝神迷俠女　飛花摘葉見神功
- 第十九回　嶗山問罪情何忍　黃海浮槎夢已空
- 第二十回　極望遙天愁黯黯　眼中蓬島路漫漫
- 第二十一回　欲消禍患籌良策　但願同心化險夷
- 第二十二回　吞舟巨浪兼天湧　裂石熔岩捲地焚
- 第二十三回　頻生禍事情何忍　未測芳心意自迷
- 第二十四回　槎通碧漢無多路　土蝕寒花又此墳
- 第二十五回　兩代求書留海外　一生低首伴蛾眉
- 第二十六回　識破畫圖尋秘笈　力張強弩奏奇功
- 第二十七回　青鳥未傳雲外訊　玉釵難綰再生緣
- 第二十八回　冰宮一覺真成幻　夢境迷離是耶非
- 第二十九回　隱跡埋蹤隨舊友　傳音入密戲高僧
- 第三十回　飛花挫敵疑奇蹟　摘葉迴枝顯奇能
- 第三十一回　隔物傳功敗掌門　飛彈閉穴驚妖孽
- 第三十二回　毒手揚威搜勁敵　冰彈玉劍鬥魔頭
- 第三十三回　弱女陳情圖弭禍　神魔恃勢強凌人
- 第三十四回　花明柳暗孤雛現　石破天驚怪客來
- 第三十五回　為誰幽怨為誰苦　各自相思各自傷
- 第三十六回　惆悵深情如夢杳　暗傷心事付東流
- 第三十七回　暗繫赤繩為月老　徒教殘淚濕紅妝
- 第三十八回　柔腸寸寸情難斷　劍氣森森禍末消
- 第三十九回　暗室除奸驚辣手　冒名求祿顯神功
- 第四十回　慶功宴上災星至　比武場中敵膽寒
- 第四十一回　一劍誅仇寒賊膽　雙魔火拼懾羣雄
- 第四十二回　神功力鬥修羅掌　妙藥難消往日嫌
- 第四十三回　解困扶危聞噩耗　傷情懷舊上襄陽
- 第四十四回　渺渺芳蹤無覓處　重重疑案費思量
- 第四十五回　玉女深情懷舊友　金牌有命護同門
- 第四十六回　訣別魔頭留秘笈　重來浪子負芳心
- 第四十七回　專使馳書少林寺　正邪大會千嶂坪
- 第四十八回　唐曉瀾巧使天山劍　孟神通大展陰煞功
- 第四十九回　千重劍氣消魔燄　一片柔情斷俠腸
- 第五十回　賀禮送來成禍害　靈丹難覓費思量
- 第五十一回　紅燭未殘妖女至　冰峰較技掌門危
- 第五十二回　佳偶竟然成冤偶　多情卻似反無情

## 改編作品

### 電影
- 《雲海玉弓緣 (電影)》：1966年根據梁羽生同名小說改編而拍成的香港電影，導演張鑫炎的成名力作，被譽為開創了「彩色武俠世紀」之先河，由陳思思、傅奇及王葆真等主演。
- 《游侠情》：1984年邵氏兄弟出品电影，惠英红、何家劲、关之琳主演，分别饰演李赛男（厉胜男）、杜孟飞（金世遺）、沐婉儿（谷之华）。

### 劇集
- 《雲海玉弓緣 (亞洲電視劇集)》：1984年香港亞洲電視根據同名小說改編而拍成的劇集，導演梁志成，監製李元科，由曾偉權、馬敏兒、蔡倩兒主演，於1984年10月29日首播。
- 《天山英雄传》：1988年台湾中视根據《雲海玉弓緣》改編而拍成的劇集，又名《冰川天女传·天山英雄传》，林三郎、刘芳刚执导，刘瑞琪、周绍栋、曾庆瑜主演，於1988年2月3日首播。
- 《雲海玉弓緣 (無綫電視劇集)》：2002年香港無綫電視根據同名小說改編而拍成的劇集，監製張乾文，由林峯、葉璇及李彩樺主演，於2002年12月30日首播。

## 外部連結
- 梁羽生的《雲海玉弓緣》  （页面存档备份，存于）